# Francisco Boix
Francisco Boix Campo (Barcellona, 14 agosto 1920 – Parigi, 4 luglio 1951) è stato un fotoreporter spagnolo.
Partigiano comunista, fu attivo combattente nella guerra civile spagnola contro Francisco Franco. Fu imprigionato nel campo di concentramento di Mauthausen dove per conto delle SS documentò con migliaia di foto diversi crimini nazisti compiuti sui prigionieri, e le visite al campo di importanti burocrati. Fu testimone chiave al Processo di Norimberga e al Processo di Dachau testimoniando sui crimini del campo. Nel dopoguerra e fino alla sua morte fu fotoreporter a Parigi.

## Biografia
Francisco Boix nasce a Barcellona, nel quartiere popolare di El Poble-sec, due decenni prima di quella che diverrà la Spagna franchista. Primo di tre figli di un sarto catalano simpatizzante di sinistra e appassionato per la fotografia, Francisco cresce in un ambiente proletario tanto che fin da ragazzo è già un attivo militante della Gioventù Socialista della Catalogna (Joventuts Socialistes Unificades). Grazie anche alla passione trasmessagli dal padre, durante la guerra civile spagnola lavora come fotografo per la rivista Juliol armato di una Leitz 1930 «regalatagli dal figlio di un diplomatico sovietico».
Nel 1938 combatte nella 30ª Divisione dell'esercito della Seconda Repubblica spagnola. Nel febbraio 1939 i repubblicani spagnoli, fra cui Francisco, impossibilitati a proseguire la lotta contro le truppe franchiste, sono costretti ad esiliare in Francia in quello che è meglio conosciuto come l'Esilio repubblicano spagnolo. Internato come rifugiato prima nel Campo d'internamento di Le Vernet e poi a Septfonds, viene reclutato dalla Compagnie de travailleurs étrangers, una compagnia di lavoratori stranieri, ausiliaria dell'esercito francese
Ma nel 1940 inizia l'Occupazione nazista della Francia e Il 27 gennaio 1941 Boix è catturato dai tedeschi e internato nel Campo di concentramento di Mauthausen identificato con un triangolo blu che a Mauthausen contrassegnava i prigionieri politici spagnoli. Sarà a Mauthausen per ben quattro anni e fin al 5 maggio 1945 ovvero quando sopraggiunge l' «11ª Divisione Corazzata americana» che libera gli ultimi prigionieri rimasti nei campi di concentramento di Gusen e Mauthausen. Durante l'internamento a Mauthausen, come dichiarò al processo di Norimberga, ebbe modo di visitare nel 1943 anche il Campo di concentramento di Gusen, ed ebbe anche occasione di vedere cosa accadeva nella cava di Mauthausen. A Mauthausen infatti Boix viene impiegato dalla SS come fotografo e operatore del laboratorio fotografico esistente nel campo, quindi gestisce e visiona migliaia di negativi e foto sui crimini compiuti nel campo, immortalando anche i burocrati nazisti in visita al campo, che in seguito difficilmente avrebbero potuto giustificarsi asserendo che non conoscevano quanto di criminale venisse perpetuato in quel campo. Sottrae anche diverso materiale dall'archivio fotografico che gli permetterà di essere uno dei testimoni chiave, come scrive lo storico Vincenzo Pappalettera, delle efferatezze compiute nel campo  austriaco in due importanti processi ai criminali nazisti, quello internazionale di Norimberga e quello americano di Dachau.
Dopo la liberazione di Mauthausen si trasferisce a Parigi dove lavorerà come fotoreporter per diversi giornali e riviste. Ha solo 30 anni quando nel 1951 muore a Parigi di tubercolosi, contratta a causa delle privazioni patite nel campo di concentramento. È ancora presto, fa notare il giornalista Leoncarlo Settimelli, perché anche la Spagna si occupi della sua Memoria, visto che Francisco Franco è ancora al potere, ma dal 2002, quando viene pubblicato dallo storico spagnolo Benito Bermejo il libro Francisco Boix, el fotografo di Mauthausen, Fotografías de Francisco Boix y de los archivos capturatos a los SS de Mauthausen, tutto il mondo avrebbe conosciuto il rivoluzionario fotografo di Mauthauasen

## Fotografo a Mauthausen
(Franz Ziereis, comandante del campo di Mauthausen)
Furono 9.328 gli spagnoli internati nei campi di concentramento nazisti, di questi, ben 7.532 furono internati nel solo campo di Mauthausen, fra questi c'era Francisco Boix, che sopravvisse alle 4.816 vittime spagnole uccise nel campo austriaco.

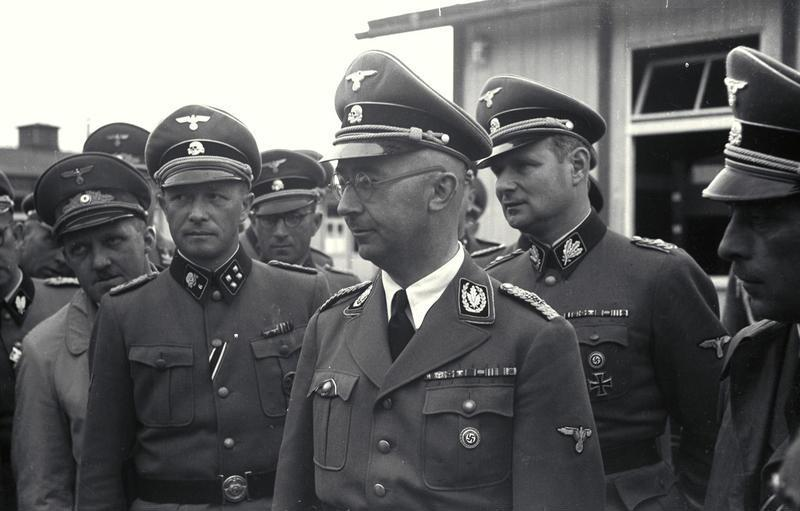
KL Mauthausen - la foto del Bundesarchiv ritrae Heinrich Himmler, Franz Ziereis, Karl Wolff, Franz Kutschera, August Eigruber e August Schmidhuber

Boix giunge a Mauthausen il 27 gennaio 1941, «un campo di livello 3, riservato secondo la classifica di Heydrich ai detenuti "praticamente irricuperabili"». La prima assegnazione come per altri suoi connazionali sarà la famigerata cava di granito, sotto la supervisione del brutale SS, Hans Spatzenegger direttore delle cave. Ben presto però, grazie all'aiuto dei suoi compatrioti comunisti del blocco 2, che rispetto agli altri connazionali che lavoravano nelle cave, godevano di certi privilegi perché impiegati in servizi indispensabili come cuochi, segretari, tecnici o barbieri, fu assegnato al servizio identificazione (erkennungsdienst) dei prigionieri, un lavoro "privilegiato" e questo grazie al fatto di essere stato prima della prigionia un fotografo. 
Il servizio identificazione era gestito dalla Gestapo che identificava e fotografava i prigionieri al loro arrivo, schedandoli, anche se molti SS ne approfittavano per sviluppare e stampare soggetti personali. Boix dall'archivio esistente nel reparto identificazioni del campo si accorse anche di come molte foto erano usate come propaganda idealizzando il campo di Mauthahusen come un luogo "normale" con «falsi prigionieri [...] ben nutriti e felici». Un'altra scoperta che Boix fece, fu quella che una sezione dell'archivio fotografico aveva un considerevole numero di foto di internati morti "accidentalmente" e illegalmente uccisi, ragion per cui a Mauthausen tutto veniva fotografato. Il responsabile dell'erkennungsdienst era Paul Ricken, un fanatico nazista, che secondo il racconto che in seguito ne fece Boix, fu da subito interessato ad avere un assistente che aveva il compito di fotografare con una Leica scene e soggetti che di volta in volta gli avrebbe indicato.
Cinque mesi dopo il suo internamento, il 21 giugno 1941, Boix prende una decisione audace e allo stesso tempo pericolosa per la sua stessa vita: ruberà le foto che dimostrano «le stragi di massa», inoltre, siccome è lui che sviluppa i negativi per poi stamparli, farà una copia in più di quelle foto che dimostrano la ferocia dei nazisti sugli internati. Comunica la sua idea ai componenti principali del partito comunista nel lager, per averne l'approvazione. Sono in pochissimi a conoscere quel piano, e nonostante i rischi, Boix ottiene il nullaosta del partito considerando che se anche un solo individuo potesse sopravvivere e portare la testimonianza di quelle foto fuori dal campo, «il gioco [anche se pericoloso] varrebbe la candela». Il primo lavoro commissionato a Boix da Ricken fu la ripresa in infermeria di un cadavere deceduto ufficialmente per "crisi cardiaca" in realtà «era stata iniettata benzina direttamente nel cuore», uno dei tanti esperimenti del dottor morte Aribert Heim e di Eduard Krebsbach. Boix ebbe modo di collaborare con Ricken in diverse riprese di morti ammazzati a Mauthausen.
(Francisco Boix)
Le foto e i negativi rubati volta per volta venivano nascosti in una prima fase, in un luogo inviso ai nazisti, il crematorio. Al mattino il materiale "parcheggiato" nel crematorio veniva invece "trasferito" permanentemente nella falegnameria del campo in cui lavoravano i compatrioti di Boix, ed in cui c'erano decine di nascondigli in un ambiente trafficato e rumoroso. Furono eseguiti 30 furti e usati diversi nascondigli. Una delle occasioni più importanti che poteva dimostrare fotograficamente che i vertici delle SS e del NSDAP conoscevano quanto accadeva a Mauthausen si presentò quando il campo fu visitato dal Reichsführer delle SS, Heinrich Himmler, accompagnato da Ernst Kaltenbrunner (successore di Reinhard Heydrich a capo del RSHA, «ovvero il responsabile di tutte le deportazioni nei campi di concentramento»), da diversi membri del partito ed impiegati delle industrie che sfruttavano la cava di Mauthausen. Ricken in quella occasione riprese tutto l'evento per cui il materiale fu a disposizione di Boix che, con uno stratagemma, fu portato fuori dal campo e consegnato a Frau Pointner, una donna coraggiosa che aveva rischiato la vita nascondendolo «in un buco del muro» dietro casa sua. Dopo la liberazione di Mauthausen da parte degli americani, Boix recuperò la sua "refurtiva".
La testimonianza di Boix con parte delle foto e dei negativi trafugati da Mauthausen vennero usati in due processi, quello internazionale di Norimberga e quello di Dachau condotto da giudici americani per i crimini commessi a Mauthausen. A Norimberga le sue fotografie e la sua testimonianza servirono ad incastrare Ernst Kaltenbrunner fotografato insieme ad Himmler e Franz Ziereis a Mauthausen. Kaltenbrunner aveva mentito ai giudici dichiarando di «non sapere dei campi».

## Francisco Boix nella Memoria
Nel 2017 la sindaca di Parigi Anne Hidalgo, in una solenne cerimonia, ha reso omaggio a Francisco Boix. Nel riconoscere i meriti per il suo lavoro negli anni trascorsi nel campo di sterminio di Mauthausen, ha voluto riesumare i resti dal cimitero di Thiais, dove rischiavano di scomparire, per dare loro sepoltura nel Cimitero di Père-Lachaise, non distante da Paul Éluard e Gerda Taro.

Il National Archives and Records Administration (NARA) fra la documentazione fotografica su Mauthausen ha anche fotografie originali di Boix

Le fotografie di Francisco Boix su Mauthausen fanno parte oggi di diverse collezioni visibili presso istituzioni e musei del mondo. Il National Archives and Records Administration (NARA) di Washington, negli Stati Uniti ha fotografie originali del fotografo catalano, catalogate come "Collezione fotografica Francois Boix".
Alla sua vita nel campo di concentramento è dedicato il film Il fotografo di Mauthausen.

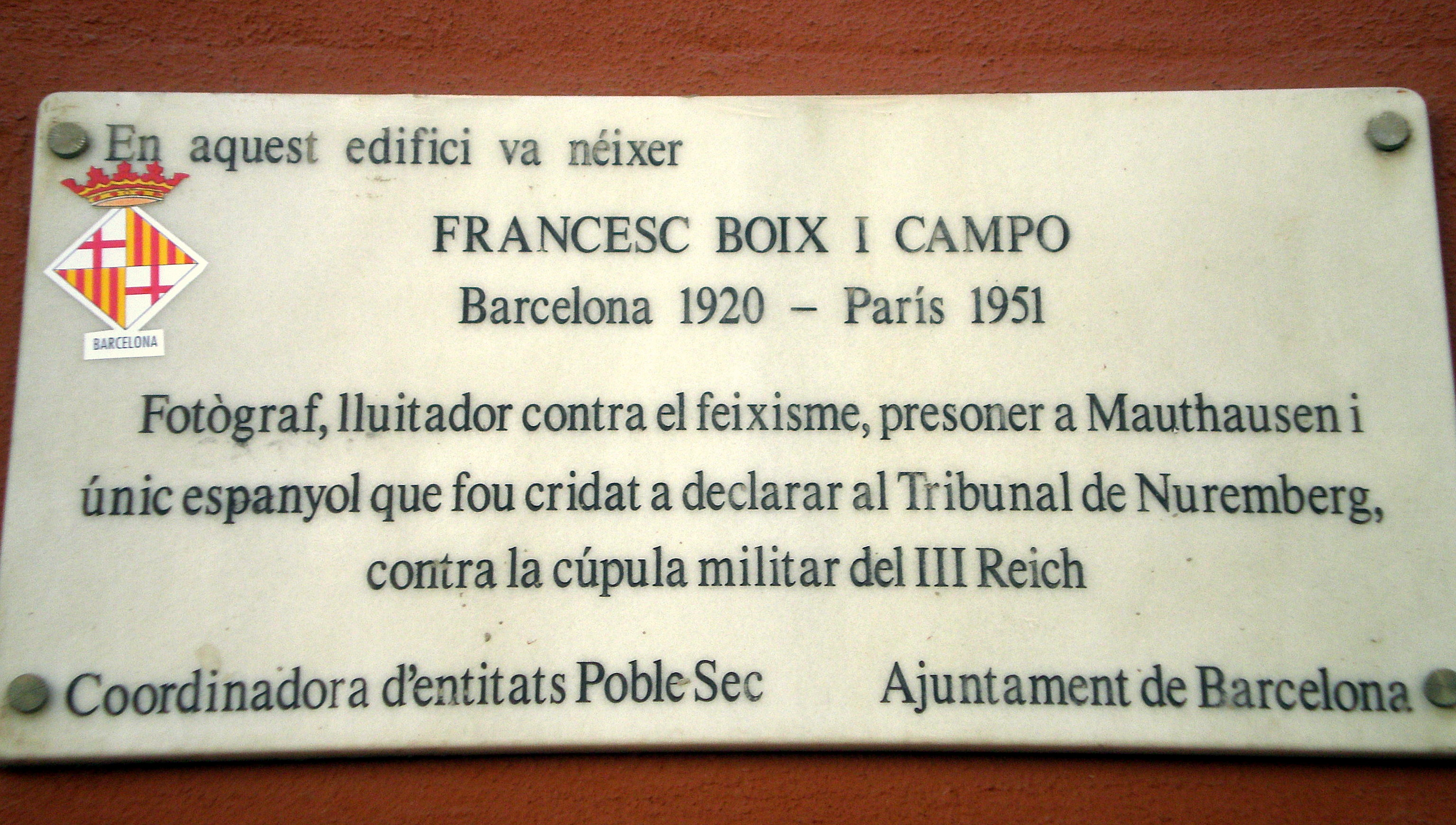
Targa alla casa dove nacque Francesc Boix i Campo a Barcellona - Spagna

## Filmografia
- Francisco Boix, un fotógrafo en el infierno, documentario, anno 2000, 55 minuti, Spagna[29]
- Mauthausen: le foto dell'orrore nazista, documentario, regia Barbara Necek, prod. ARTE, History TV , Francia, Germania, 2021, 53 minuti.[30]
- El fótografo de Mauthausen, film, anno 2018, 110 minuti, Spagna[31]